# Богданов, Андрей Дементьевич
Андре́й Деме́нтьевич Богда́нов (1907—1982) — советский государственный и политический деятель.

## Биография
Родился в крестьянской семье, карел.
В 1927—1937 годах работал на Ильинском лесозаводе, директором школ в посёлках Олонецкого района Автономной Карельской ССР. Член ВКП(б) с 1931 года.
В 1937—1941 годах — инструктор, первый секретарь Олонецкого райкома ВКП(б).
В 1941—1947 годах — секретарь, заместитель секретаря по лесной промышленности ЦК КП(б) Карело-Финской ССР.
В 1947—1951 годах обучался в Высшей партийной школе при ЦК ВКП(б).
В 1951—1971 годах — секретарь Президиума Верховного Совета Карело-Финской ССР, секретарь Президиума Верховного Совета Карельской Автономной ССР.
Избирался депутатом Верховного Совета СССР I и II созывов.